# Diócesis de Neiva
La diócesis de Neiva (en latín: Dioecesis Neivensis) es una circunscripción eclesiástica de la Iglesia católica en Colombia. Se trata de una diócesis latina, sufragánea de la arquidiócesis de Ibagué. Desde el 14 de abril de 2023 su obispo es Marco Antonio Merchán Ladino.

## Territorio y organización

Mapa de las vicarías foráneas de la diócesis de Neiva

La diócesis tiene 10 523 km² y extiende su jurisdicción sobre los fieles católicos de rito latino residentes en 15 municipios del departamento de Huila: Colombia, Villavieja, Baraya, Tello, Aipe, Neiva, Santa María, Palermo, Rivera, Campoalegre, Algeciras, Hobo, Yaguará, Íquira y Teruel.
Su territorio limita al norte con la arquidiócesis de Bogotá, la diócesis de Girardot y la diócesis de El Espinal, al sur con la diócesis de Garzón y la arquidiócesis de Florencia, al este con la diócesis de Granada y el diócesis de San Vicente del Caguán y al oeste con el vicariato apostólico de Tierradentro y la diócesis de El Espinal.
La sede de la diócesis se encuentra en la ciudad de Neiva, en donde se halla la Catedral de la Inmaculada Concepción.
En 2021 en la diócesis existían 65 parroquias agrupadas en 6 vicarías foráneas: Inmaculada Concepción, San José, Espíritu Santo, Nuestra Señora del Carmen, San Francisco de Asís y Sagrada Familia.
Vicaría de la Inmaculada Concepción
- Catedral Inmaculada Concepción
- Cristo Sacerdote
- Divino Niño del Limonar
- Jesús Obrero
- Medalla Milagrosa
- Nuestra Señora del Carmen
- Nuestra Señora del Perpetuo Socorro
- Sagrado Corazón de Jesús
- San Juan Bosco
- San Juan Pablo II
- San Vicente de Paúl[3]

Vicaría de San José
- Santa Teresa de Calcuta
- El Señor de la Divina Misericordia
- Nuestra Señora de Aránzazu
- Nuestra Señora de Chiquinquirá (Vegalarga, Neiva)
- Nuestra Señora de Guadalupe
- Nuestra Señora de las Mercedes
- Nuestra Señora Fátima
- San Antonio de Padua (San Antonio, Neiva)
- San Francisco de Asís
- San José
- San Juan María Vianney
- Santa Marta[4]

Vicaría del Espíritu Santo
- Divino Niño Jesús de Praga (Praga, Aipe)
- Divino Niño de Galindo
- El Señor de los Milagros (San Francisco, Neiva)
- El Señor de los Milagros (Santa Bárbara, Palermo)
- Espíritu Santo
- La Santísima Trinidad
- Nuestra Señora de los Dolores (Aipe)
- Nuestra Señora del Rosario
- San Antonio María Claret
- San Judas Tadeo
- Santa Clara Asís
- Santa María de La Paz[5]

Vicaría de Nuestra Señora del Carmen
- La Santísima Trinidad (Tello)
- María Auxiliadora (Fortalecillas, Neiva)
- Nuestra Señora de las Mercedes (Colombia)
- Nuestra Señora del Carmen (Baraya)
- Nuestra Señora del Socorro (Villavieja)
- San Andrés (San Andrés, Tello)
- Santa Ana (Santa Ana, Colombia)[6]

Vicaría de San Francisco de Asís
- Inmaculada Concepción (Palermo)
- Nuestra Señora de Aránzazu (Rionegro, Íquira)
- Nuestra Señora de la Candelaria (Teruel)
- Nuestra Señora del Carmen (Juncal, Palermo)
- Nuestra Señora del Carmen (Santa María)
- San Francisco de Asís (Íquira)
- San Isidro Labrador (Palermo)
- San Joaquín (San Joaquín, Santa María)
- San Luis Beltrán (San Luis, Neiva)
- Santa Ana (Yaguará)
- Santa Rosalía (Palermo)[7]

Vicaría de La Sagrada Familia
- Nuestra Señora de la Candelaria (Campoalegre)
- Nuestra Señora de las Mercedes (Campoalegre)
- Nuestra Señora del Divino Amor (Campoalegre)
- Nuestra Señora de Lourdes (Algeciras)
- Nuestra Señora de Caná (Algeciras)
- Nuestra Señora del Cenáculo (Algeciras)
- Nuestra Señora del Perpetuo Socorro (Rivera)
- Sagrada Familia (Rivera)
- San Antonio de Padua (La Ulloa, Rivera)
- San Juan Bautista (Hobo)
- San Roque (El Caguán, Neiva)
- Señor de los Milagros (Riverita, Rivera)[8]

## Historia

### Antecedentes
La ciudad de Neiva fue por primera vez sede episcopal de la diócesis de Tolima (abarcaba la región conocida como Tolima Grande) del 21 de julio de 1895 al 20 de mayo de 1900. Al ser suprimida esta diócesis se erigió la diócesis de Garzón, de la que también formaba parte Neiva, que durante un período determinado fue sede de la nueva diócesis.
El 25 de febrero de 1964, mediante la bula De Ecclesiarum prosperitate del papa Pablo VI, la iglesia de la Inmaculada Concepción de Neiva fue elevada al rango de concatedral de la diócesis de Garzón, que al mismo tiempo asumió el nombre de diócesis de Garzón-Neiva: «el templo dedicado a Dios en Honor de la Bienaventurada Virgen María Inmaculada, existente en la ciudad de Neiva, sea tenido como Iglesia Concatedral, con los derechos, honores, privilegios y obligaciones que corresponden a tales sagrados edificios».

### Diócesis
La diócesis de Neiva fue erigida el 24 de julio de 1972 mediante la bula Ad aptius tutiusque del papa Pablo VI, tras la división de la diócesis de Garzón-Neiva, de la que también fue originada la diócesis de Garzón.
Originalmente sufragánea de la arquidiócesis de Popayán, el 14 de diciembre de 1974 pasó a formar parte de la provincia eclesiástica de la arquidiócesis de Ibagué.

## Estadísticas
Según el Anuario Pontificio 2022 la diócesis tenía a fines de 2021 un total de 512 200 fieles bautizados.
| Año                                                                             | Población            | Población | Población      | Sacerdotes | Sacerdotes    | Sacerdotes    | Bautizados por sacerdote | Diáconos permanentes | Religiosos | Religiosos | Parroquias |
| Año                                                                             | Bautizados católicos | Total     | % de católicos | Total      | Clero secular | Clero regular | Bautizados por sacerdote | Diáconos permanentes | Varones    | Mujeres    | Parroquias |
| ------------------------------------------------------------------------------- | -------------------- | --------- | -------------- | ---------- | ------------- | ------------- | ------------------------ | -------------------- | ---------- | ---------- | ---------- |
| 1976                                                                            | 251 500              | 260 500   | 96.5           | 27         | 6             | 33            | 7621                     |                      | 6          | 78         | 25         |
| 1980                                                                            | 274 500              | 287 800   | 95.4           | 30         | 14            | 44            | 6238                     |                      | 14         | 60         | 27         |
| 1990                                                                            | 369 000              | 380 522   | 97.0           | 35         | 11            | 46            | 8021                     |                      | 18         | 57         | 27         |
| 1999                                                                            | 468 000              | 481 000   | 97.3           | 50         | 9             | 59            | 7932                     |                      | 13         | 57         | 37         |
| 2000                                                                            | 380 000              | 400 000   | 95.0           | 50         | 9             | 59            | 6440                     |                      | 13         | 58         | 37         |
| 2001                                                                            | 380 000              | 400 000   | 95.0           | 53         | 9             | 62            | 6129                     |                      | 13         | 57         | 38         |
| 2002                                                                            | 386 000              | 406 000   | 95.1           | 52         | 10            | 62            | 6225                     |                      | 14         | 53         | 38         |
| 2003                                                                            | 392 000              | 412 000   | 95.1           | 52         | 14            | 66            | 5939                     |                      | 16         | 57         | 48         |
| 2004                                                                            | 409 126              | 430 000   | 95.1           | 61         | 14            | 75            | 5455                     |                      | 14         | 53         | 48         |
| 2008                                                                            | 435 000              | 458 000   | 95.0           | 77         | 51            | 26            | 5649                     |                      | 26         | 57         | 52         |
| 2013                                                                            | 463 000              | 487 000   | 95.1           | 86         | 64            | 22            | 5383                     |                      | 28         | 65         | 60         |
| 2016                                                                            | 478 000              | 503 000   | 95.0           | 61         | 61            |               | 7836                     | 1                    | 5          | 45         | 62         |
| 2019                                                                            | 494 000              | 520 000   | 95.0           | 89         | 71            | 18            | 5550                     |                      | 22         | 32         | 63         |
| 2021                                                                            | 512 200              | 539 400   | 95.0           | 89         | 74            | 15            | 5755                     |                      | 63         | 27         | 65         |
| Fuente: Catholic-Hierarchy, que a su vez toma los datos del Anuario Pontificio. |                      |           |                |            |               |               |                          |                      |            |            |            |

## Episcopologio
- Rafael Sarmiento Peralta † (24 de julio de 1972-12 de enero de 1985 nombrado arzobispo de Nueva Pamplona)
- Hernando Rojas Ramírez † (1 de julio de 1985-19 de enero de 2001 retirado)
- Ramón Darío Molina Jaramillo, O.F.M. † (19 de enero de 2001-4 de febrero de 2012 retirado)
- Froilán Tiberio Casas Ortíz (4 de febrero de 2012-14 de abril de 2023 renunció)
- Marco Antonio Merchán Ladino, desde el 14 de abril de 2023